# Séverin de Rigné
Séverin de Rigné (Agen, 4 décembre 1914 - Paris 19e, 1er novembre 1989) est un peintre et graveur français.

## Biographie
Séverin de Rigné est le fils de l'écrivain Raymond de Rigné, connu sous le nom de plume de Raymond Vroncourt, et l'arrière petit-fils par sa mère d'Adolphe Monod. Il est le beau-père de l'écrivain François Augiéras.
Premier au concours d'entrée à l'École des arts décoratifs de Paris en 1935, puis élève à l'École nationale des beaux-arts l'année suivante. Il obtient le prix de Rome en gravure en taille-douce.[réf. nécessaire][Quand ?] Le jury lui décerne une médaille d'argent et le prix Eugène-Thirion en 1939, puis une médaille d'or au Salon des artistes français.
Il est pensionnaire de la Casa de Velázquez à Madrid entre 1948 et 1949 (19e promotion), après avoir pu s'y rendre en 1940-1941.
Il est lauréat du Salon d'Agen en 1967.